# Atherinella alvarezi
Atherinella alvarezi är en fiskart som först beskrevs av Díaz-pardo 1972.  Atherinella alvarezi ingår i släktet Atherinella och familjen Atherinopsidae. Inga underarter finns listade.